# Engelreuth
Engelreuth ist ein Gemeindeteil des Marktes Pleinfeld im Landkreis Weißenburg-Gunzenhausen (Mittelfranken, Bayern). Engelreuth liegt in der Gemarkung Walting.

## Lage
Der Weiler liegt ca. 7 km östlich von Pleinfeld. Nachbarorte sind Roxfeld, Walting und Reuth unter Neuhaus. Südlich angrenzend verläuft die Kreisstraße WUG 16. Östlich fließen der Steinbach und der Flurbach zum Engelbach zusammen.

## Geschichte
Mit dem Gemeindeedikt (frühes 19. Jahrhundert) wurde Engelreuth dem Steuerdistrikt Liebenstadt und der Ruralgemeinde Walting zugewiesen. Am 1. Juli 1972 wurde Engelreuth im Zuge der Gebietsreform in Bayern in den Markt Pleinfeld eingegliedert.

## Bau- und Bodendenkmäler
Südlich von Engelreuth befanden sich Siedlungen der Linearbandkeramik, der Stichbandkeramik, der Großgartacher und Oberlauterbacher Gruppe sowie der Bronze-, Urnenfelder- und Spätlatènezeit und vermutlich Gräber der Bronzezeit. Die einzigen Baudenkmäler in Engelreuth sind das um 1800 erbaute zweigeschossige Bauernhaus Engelreuth 1 mit Satteldach und Giebeln aus Sandstein und der zweigeschossige Satteldachbau Engelreuth 2 aus der ersten Hälfte des 19. Jahrhunderts.